# Aviron aux Jeux de l'Empire britannique de 1930
 (mars 2025).
Navigation
Édition 1938
Aux Jeux de l'Empire britannique de 1930, la compétition d'aviron comportait cinq épreuves réservées aux hommes. Dans l'épreuve de deux de couple, seul le Canada était représenté, les organisateurs ont donc simplement invité quelques équipages des États-Unis à opposer une certaine opposition.

## Podiums
| Epreuve             | Or | Or   | Argent | Argent      | Bronze | Bronze   |
| ------------------- | --- | ---- | --- | ----------- | --- | -------- |
| Skiff               | Bobby Pearce (AUS) | 8:04 | Jack Beresford (ENG) |             | Fred Bradley (ENG) |          |
| Deux de couple      | Elswood Bole et Bob Richards (CAN) | 7:48 | Une seule paire inscrite |             | Une seule paire inscrite |          |
| Quatre sans barreur | Angleterre Francis Fitzwilliams Arthur Harby Hugh Edwards Humphrey Boardman                                                                                | 7:05 | Canada J. Gayner James Flemming Albert Bellew Henry Pelham                                                                               | +2 lgths    | Nouvelle-Zélande Berry Johnson Vic Olsson Alex Ross Charley Saunders                                                            |          |
| Quatre barré        | Nouvelle-Zélande Mick Brough Jack Macdonald Ben Waters Bert Sandos Arthur Eastwood                                                                         | 8:02 | Canada B. L. Gales R. S. Evans J. A. Butler Hugh McCuaig A. Miles                                                                        | +2 lgths    | Guyane britannique Joecelyn Matthews Francis Gomes Pelham Bayley Edward Gonsalves John Jardine                                  |          |
| Huit                | Angleterre Arthur Harby Edgar Howitt Francis Fitzwilliams Humphrey Boardman Hugh Edwards Justin Brown Geoffrey Crawford Roger Close-Brooks Terence O'Brien | 6:37 | Nouvelle-Zélande Arthur Eastwood Bert Sandos Charley Saunders Ben Waters Mick Brough Rangi Thompson John Gilby Jack Macdonald Vic Olsson | +0.75 lgths | Canada Albert Taylor Don Boal Earl Eastwood Harry Fry Joseph Zabinsky Joseph Bowkes Les MacDonald William Moore William Thoburn | +4 lgths |